# Ariela Barer
Ariela Barer (nacida el 14 de octubre de 1998) es una actriz estadounidense conocida por interpretar el papel de Gertrude Yorkes en la serie original de Hulu Runaways.

## Biografía
Los padres de Barer son judíos nacidos en México. Su hermana es la actriz Libe Barer.
El 3 de noviembre de 2016, Barer se declaró lesbiana públicamente con una actualización de estado en Twitter. Barer usa los pronombres she/her y they/them.

## Trayectoria
Ariela Barer comenzó a actuar a los tres años y comenzó profesionalmente a los nueve.  Desde entonces, ha protagonizado una variedad de proyectos y se ha presentado como parte de una banda de rock independiente llamada The Love-Inns.
Ella fue elegida para interpretar a Gertrude Yorkes en Runaways, que emitió su primera temporada en Hulu, como parte de su programación original, del 21 de noviembre de 2017 al 9 de enero de 2018. También interpretó a Carmen en One Day at a Time y a Bailey Bennett en Atypical.

## Filmografía

### Cine
| Año  | Título                                  | Personajes      | Notas           |
| ---- | --------------------------------------- | --------------- | --------------- |
| 2009 | An American Girl: Chrissa Stands Strong | Sonali Matthews | Directo-a-video |
| 2009 | Stellina Blue                           | Kamand          |                 |
| 2011 | All Kids Count                          | Maria           |                 |
| 2017 | A Place I'd Like To Be                  |                 | Película corta  |
| 2018 | Ladyworld                               | Olivia          |                 |
| 2023 | How to Blow Up a Pipeline               | Xochitl         |                 |

### Televisión
| Año       | Título                                  | Personajes                     | Notas                                                  |
| --------- | --------------------------------------- | ------------------------------ | ------------------------------------------------------ |
| 2007      | Yo Gabba Gabba!                         | Super Martian Robot Girl (voz) | Recurrente                                             |
| 2008      | ER                                      | Jasmine Escalante              | Episodio: "Life After Death"                           |
| 2008      | 90210                                   | Rana Shirazi                   | Episodio: "Games People Play"                          |
| 2009      | Valentine                               | Joven Wendy                    | Episodio: "She's Gone"                                 |
| 2009      | Weeds                                   | Scout                          | Episodio: "Perro Insano"                               |
| 2011      | Keenan's Crush                          | Samantha                       | 4 episodiod                                            |
| 2012      | New Girl                                | Joven Cece                     | 2 episodios                                            |
| 2013      | King John                               | Sofie                          | Película de Televisión                                 |
| 2014      | Modern Family                           | Sophie                         | Episodio: "And One to Grow On"                         |
| 2014      | I Didn't Do It                          | Megan                          | Episodio: "Ball or Nothing"                            |
| 2014      | Gortimer Gibbon's Life on Normal Street | Esther Pendragon               | Episodio: "Ranger and the Legend of Pendragon's Gavel" |
| 2015      | Liv y Maddie                            | Shayna                         | Episodio: "Muffler-A-Rooney"                           |
| 2015      | The Thundermans                         | Kylie                          | Episodio: "Exit Stage Theft"                           |
| 2016      | K.C. Undercover                         | Alexis McCreery                | Episodio: "Undercover Mother"                          |
| 2017      | One Day at a Time                       | Carmen                         | 4 episodios                                            |
| 2017–2018 | Atypical                                | Bailey Bennett                 | 7 episodios                                            |
| 2017–2019 | Runaways                                | Gertrude "Gert" Yorkes         | Principal                                              |
| 2020      | Grey's Anatomy                          | Paula                          | Episodio: "Life on Mars?"                              |
| 2021      | Rebel                                   | Ziggie                         | Main role                                              |
| 2021      | Saved by the Bell                       | Chloe                          | 5 episodios                                            |
| 2025      | The Last of Us                          | Mel                            | Serie de HBO                                           |